# رانی جیمز دیو
رونالد جیمز پاداوُنا (به انگلیسی: Ronald James Padavona) ترانه‌سرا و خوانندهٔ هوی متال آمریکایی بود که از اواخر دههٔ ۶۰ میلادی به این سو با گروه‌های مختلفی همچون اِلف، رینبو، بلک سبث و گروه خودش با نام دیو همکاری داشته‌است. از او به عنوان یکی از مستعدترین خوانندگان هوی متال که تا به امروز در این عرصه ظهور کرده‌اند یاد می‌شود.
او در دههٔ ۸۰ میلادی با گردهم آوردن ۴۰ هنرمند مطرح هوی‌متال و هاردراک آن دوره، پروژهٔ هیر ان اید را با هدف کمک به قحطی‌زدگان آفریقایی اجرا کرد.
دیو با هم‌گروهی‌های سابق‌اش در بلک سبت، گروه جدیدی به نام هوِن اند هِل تشکیل داده‌بودند. آن‌ها اولین آلبوم‌شان با نام The Devil You Know را در ۲۸ آوریل ۲۰۰۹ روانهٔ بازار کردند.
در هجدهم نوامبر ۲۰۰۹، خبر مریض شدن رانی و ابتلای وی به سرطان معده منتشر شد. همسر و مدیر برنامه‌های او، وندی دیو ضمن سپاس گویی از هوادارانی که برای رونی آرزوی سلامتی کرده بودند چنین بیان کرد:
پس از اینکه رونی، این اژدها را بکشد به روی سن باز خواهد گشت. جایی که او بدان تعلق دارد و کاری که او همیشه به آن عشق ورزیده است، اجرا برای هوادران بر روی سن.
جیمز دیو در صبحگاه شانزدهم مه سال ۲۰۱۰ پس از نبرد شش ماهه خود با سرطان، در ۶۷ سالگی درگذشت.